# Shaila Dúrcal

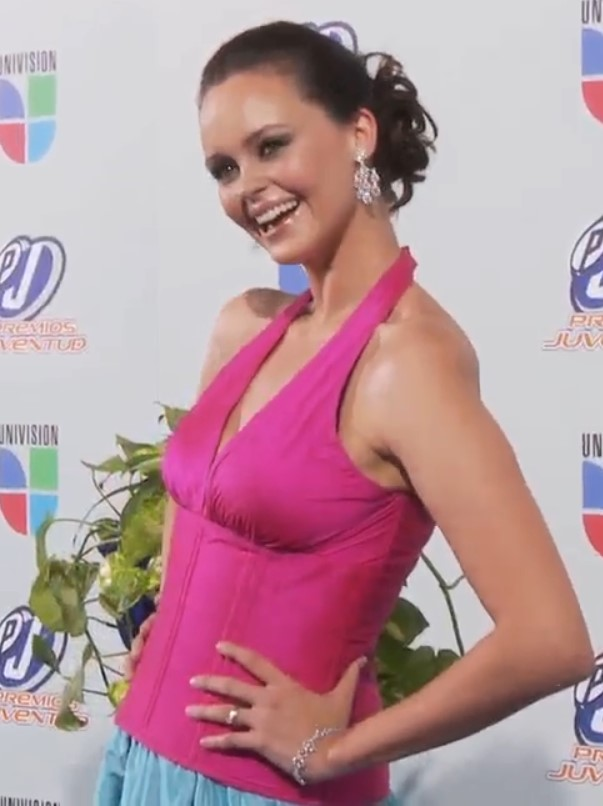
Shaila Dúrcal (2009)

Shaila Dúrcal (* 28. August 1979 in Madrid als Shaila de los Ángeles Morales de las Heras) ist eine spanische Schauspielerin und Sängerin. Sie ist die Tochter von Rocío Dúrcal und Antonio Morales.

## Laufbahn
Im Alter von 12 Jahren gab Shaila Dúrcal ihr Fernsehdebüt, als sie gemeinsam mit Nikka Costa sang. Mit 17 begann sie, ihre Mutter auf Konzerttourneen zu begleiten.
1997 wirkte Shaila Dúrcal in 6 Episoden der spanischen Fernsehserie En plena forma mit. 
Nachdem Dúrcal sich 2001 in Mexiko niedergelassen hatte, brachte sie 2004 ihr erstes Album mit dem Titel Shaila heraus, dem jedoch kein Erfolg beschieden war. Wesentlich mehr Erfolg war ihrem zweiten Album Recordando beschieden, mit dem ihr der musikalische Durchbruch gelang.
Neben weiteren Alben, die sie selbst herausbrachte, erschien sie auch im Duett auf Alben anderer Künstler, wie zum Beispiel mit Charles Aznavour (Viajar y viajar auf dessen 2008 erschienenen Album Tu pintas mi vida) und mit David Bustamante (No debió pasar auf dessen 2010 erschienenen Album A contracorriente).
Ab 2015 wirkte sie als Jurorin in der spanischen Fernsehsendung Tu cara me suena mit, in der bekannte Persönlichkeiten von anderen Künstlern gecovert werden. Besonders emotional war für sie der Auftritt von Falete, der den mexikanischen Künstler Juan Gabriel mit dem Lied Amor eterno coverte, das dieser einst für ihre Mutter geschrieben hatte.
Als Shaila Dúrcal am 10. August 2018 ihre beiden miteinander in Streit geratenen deutschen Schäferhunde auseinanderbringen wollte, biss einer der beiden Hunde ihr einen Teil des rechten Zeigefinders ab.

## Filmografie
- 1997: En plena forma (Fernsehserie, 6 Episoden)
- 2006: La fea más bella (Fernsehserie, 1 Episode)
- 2018/19: Cristina Guzmán (Fernsehserie, 8 Episoden)
- 2019: Una noche no me basta (Kurzfilm)

## Diskografie

### Alben
| Jahr | Titel            | Höchstplatzierung, Gesamtwochen, AuszeichnungChartsChartplatzierungen (Jahr, Titel, Platzierungen, Wochen, Auszeichnungen, Anmerkungen) | Anmerkungen                              |
| Jahr | Titel            | ES | Anmerkungen                              |
| ---- | ---------------- | --- | ---------------------------------------- |
| 2004 | Shaila           | — |                                          |
| 2006 | Recordando...    | ES1 ×2Doppelplatin · (77 Wo.)ES | Erstveröffentlichung: 2. September 2006  |
| 2008 | Tanto amor       | ES5 Gold · (24 Wo.)ES | Erstveröffentlichung: 30. September 2008 |
| 2009 | Corazón ranchero | ES30 (5 Wo.)ES | Erstveröffentlichung: 23. Juni 2009      |
| 2014 | Shaila Dúrcal    | ES44 (6 Wo.)ES |                                          |

grau schraffiert: keine Chartdaten aus diesem Jahr verfügbar

### Singles
| Jahr | Titel Album                                     | Höchstplatzierung, Gesamtwochen, AuszeichnungChartsChartplatzierungen (Jahr, Titel, Album, Platzierungen, Wochen, Auszeichnungen, Anmerkungen) | Anmerkungen                                                     |
| Jahr | Titel Album                                     | ES | Anmerkungen                                                     |
| ---- | ----------------------------------------------- | --- | --------------------------------------------------------------- |
| 2011 | ¡Hala Madrid! (Himno oficial del Real Madrid) – | ES42 (1 Wo.)ES | Artistas Madridistas Unidos feat. Shaila Dúrcal y David Summers |